# Schlachthaus Nussdorf

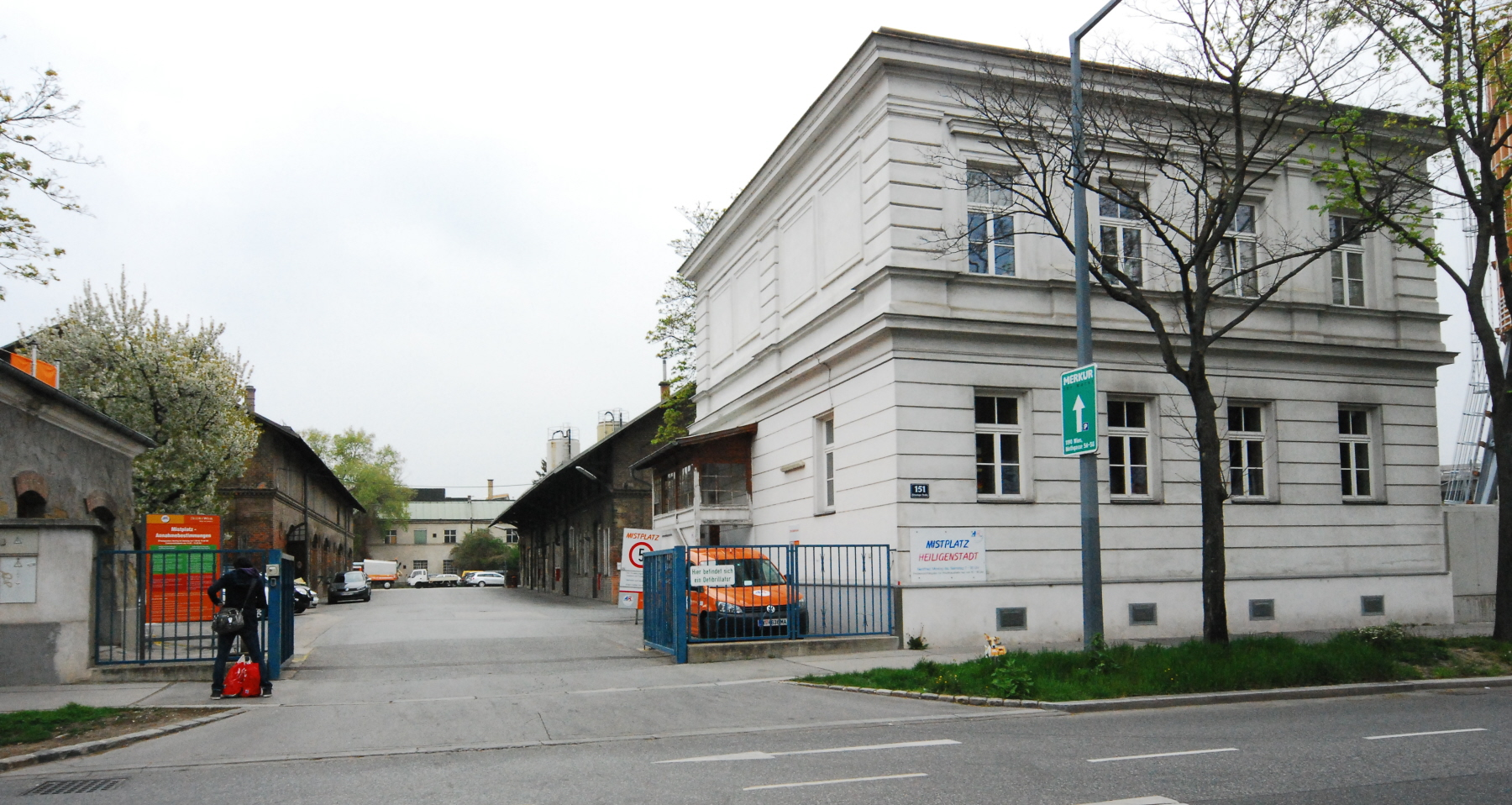
Ehemaliges Schlachthaus Nussdorf

Das Schlachthaus Nussdorf war ein städtisches Schlachthaus für Rinder im 19. Wiener Gemeindebezirk Döbling und Bestandteil der Fleischversorgung von Wien.

## Geschichte
Das Schlachthaus Nussdorf in der Grinzinger Straße 151 beim Kreilplatz wurde etwa zeitgleich wie das Hernalser und das Meidlinger Schlachthaus errichtet. Die Eigentumsrechte an dem laut Kaufvertrag am 17. November 1886 erworbenen und in Nussdorf gelegenen Grundstück wurden in verschieden großen Anteilen den Katastralgemeinden Oberdöbling, Unterdöbling, Grinzing, Heiligenstadt und Nussdorf einverleibt.
1922 wurde das Schlachthaus aufgelassen und der heutigen Magistratsabteilung MA 48 – Abfallwirtschaft, Strassenreinigung und Fuhrpark überlassen. 1927 wurde der Trakt mit den Schlachtkammern in einen Wagenschuppen mit Werkstätten sowie Aufenthalts- und Waschräumen für die Arbeiter umgestaltet. Zu einem späteren Zeitpunkt wurde auch das ehemalige Portierhäuschen abgebrochen. Heute befindet sich hier unter anderem der Mistplatz Heiligenstadt.

## Beschreibung

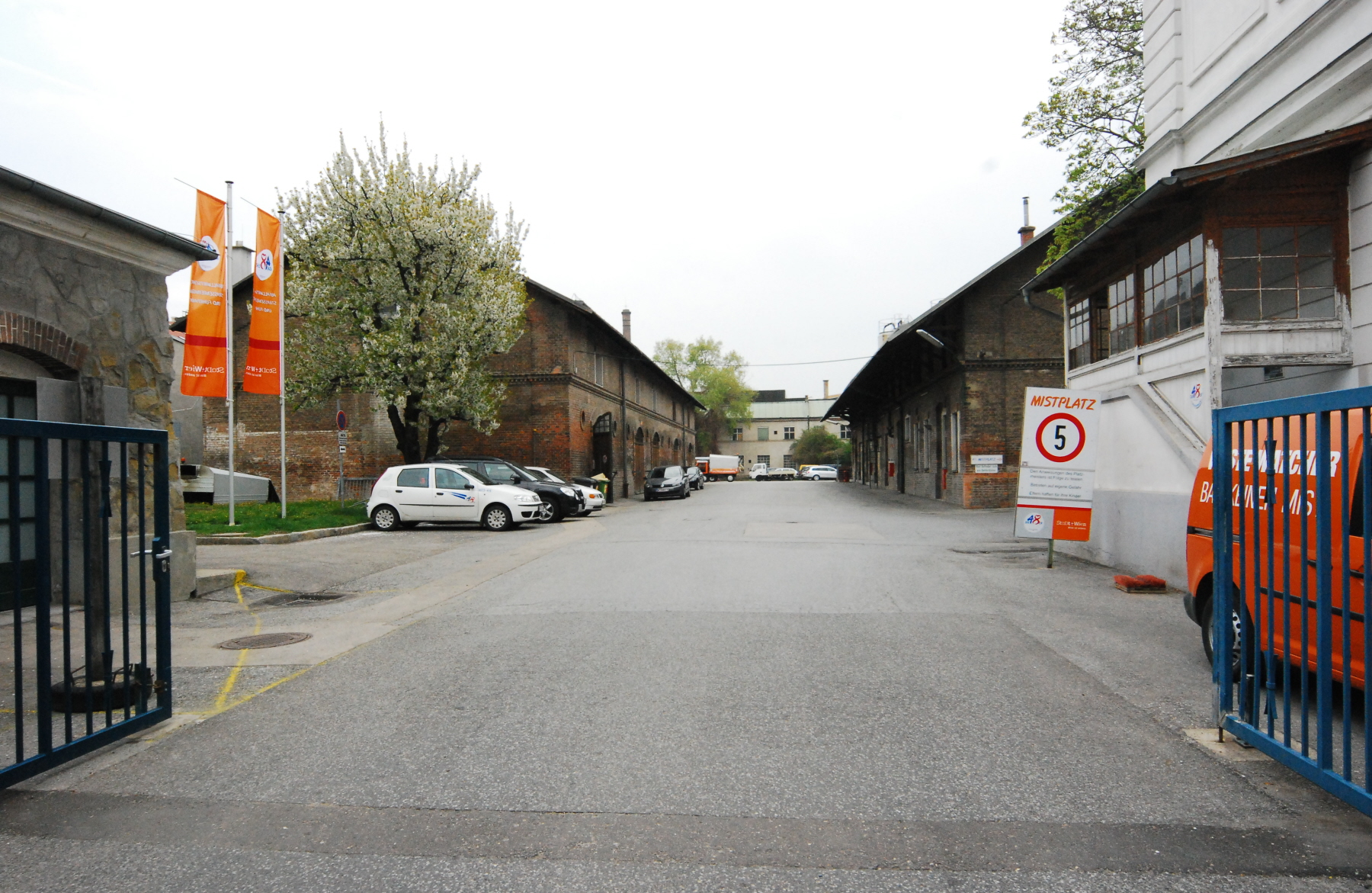
Ehemaliges Schlacht- und Stallgebäude

Das 1886 nach Plänen und unter Aufsicht des Wiener Stadtbauamtes errichtete Schlachthaus Nussdorf bestand im Wesentlichen aus dem
- zweigeschoßigen Hauptgebäude mit späthistoristischer Putzgliederung an der Grinzinger Straße, dem
- Schlachthaus und dem
- Stallgebäude, zwei parallel zueinander stehenden Sichtziegelbauten mit Satteldächern.

Das Portier- und Gasmotorengebäude wurde im Laufe der Zeit ebenso abgebrochen wie der sogenannte Seuchenhof mit Platz für vier Rinder und einer zugehörigen Schlachtkammer.
Trotz verschiedener Umbauten und Abbrüche entspricht der Gebäudekomplex in seiner heutigen Form immer noch dem Bauzustand zum Zeitpunkt der Errichtung. Neben dem Schweineschlachthaus in Sankt Marx ist das Schlachthaus Nussdorf das einzige weitgehend im Originalzustand erhaltene Schlachthaus der Stadt Wien.